# Seafish of Tunisia and the Central Mediterranean
Seafish of Tunisia and the Central Mediterranean è un libro di Alan Davidson del 1963.

## Storia
Mentre Davidson e sua moglie Jane Macatee si trovavano a Tunisi, lei gli chiese di cercare un libro di cucina sul pesce perché non conosceva nessuna delle varietà locali e non sapeva come cucinarli. Non riuscendo a trovarne uno, Davidson decise quindi di scriverne uno intitolato Seafish of Tunisia and the Central Mediterranean (1963), un libro di 126 pagine realizzato con l'ausilio di un mimeografo e che si presenta come "un manuale che riporta i nomi di 144 specie in 5 lingue, contiene un elenco di molluschi, crostacei e altre creature marine, e altre note sulla cucina". Seafish of Tunisia and the Central Mediterranean venne apprezzato da Elizabeth David, che decise di far conoscere l'autore a Jill Norman della Penguin Books (casa editrice per la quale la stessa David lavorava) che ripubblicò Mediterranean Seafood nel 1972.

## Accoglienza
Oltre ad essere stato considerato un classico, il libro fu recensito positivamente da David su The Spectator e dal biografo di Davidson Paul Levy, che definì il tomo "una combinazione rivoluzionaria di tassonomia scientifica che racchiude al suo interno i nomi vernacolari dei pesci, le loro illustrazioni visive e le ricette per cucinarli". Secondo The Times, l'opera sarebbe "un'opera magistrale che è al contempo un libro di consultazione, un manuale di cucina, e un catalogo sui pesci splendidamente illustrato e commentato, oltre che una raccolta di ricette straordinarie".